# Herren von Perg und Machland

Wappen des Vogtes Friedrich von Perg (Rekonstruktion nach einem erhaltenen Siegel)

Die Herren von Perg sind eine ursprünglich edelfreie Familie, die sich ab 1025 im Machland in Oberösterreich ansiedelte und im 11. und 12. Jahrhundert im Gefolge der mit ihnen verwandten Babenberger Markgrafen zu großem Besitz und hohem Ansehen gelangte.

## Die von Perg oder Perge, Peraga, Berg, Berge, Berga
Sie haben unter den Markgrafen Adalbert dem Siegreichen, Ernst, Leopold II., Leopold III. (dem Heiligen), Leopold IV., Heinrich II. (Jasomirgott) sowie Leopold V. Vogteien übernommen, Wälder gerodet, Dörfer gegründet, Burgen und Kirchen errichtet, Schenkungen an Kirchen und Klöster gemacht, Klöster gestiftet, an kriegerischen Auseinandersetzungen und Kreuzzügen teilgenommen und eine Besitz erweiternde Heiratspolitik betrieben.
Nach ihrem Aussterben gegen Ende des 12. Jahrhunderts fiel ein Großteil ihrer Besitzungen, soweit sie diese nicht auf Grund der Heirat ihren Töchtern als Aussteuer mitgegeben oder für Schenkungen oder Stiftungen verwendet hatten, an die Babenberger.
Die Herren von Perg (Schreibweisen zum Teil auch Perge, Peraga, Berg, Berge, Berga usw.) teilten sich bereits nach der zweiten Generation in die beiden Linien Herren von Perg und Herren von Machland.
Bei der Aufteilung der örtlichen Familienbesitzungen erhielten die Machländer zum einen das hügelige Land östlich der Grenzlinie Tobrabach - Falkenauerbach (Zufluss des Tobrabaches) - Kleine Naarn (aus den nördlichen Waldgebieten kommend), und ergänzend das flache Land östlich der Grenzlinie Tobrabach - Naarnfluss - Ortschaft Ruprechtshofen (damals am Nordufer der Donau liegend). 
Die Perger erhielten in der Folge das Land westlich dieser Grenzlinien. Dabei gilt freilich, dass die geographischen Angaben variabel bis widersprüchlich überliefert sind.
Familienmitglieder der Herren von Perg und Machland nannten sich auch Herren von Ellenperg, Lutisdorf (Lautisdorf, Loutisdorf, Lobesdorf, Lousdorf), von Windberg (Wimberg), von Albrechtsberg, von Ofthering, von Klamm, von Klingenberg, von Blasenstein (St. Thomas am Blasenstein).
Die Herren von Perg und Machland dienten folgenden Babenberger Markgrafen und Herzögen:

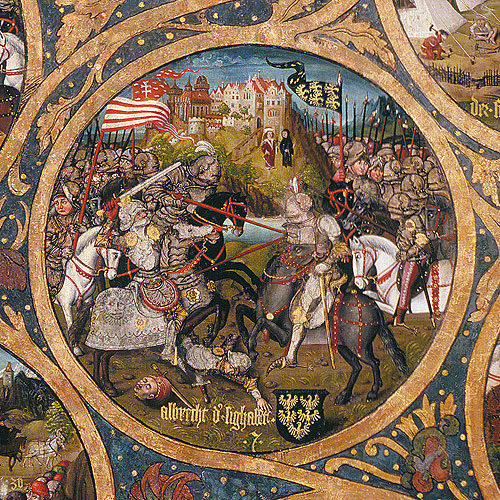
Adalbert der Siegreiche, Markgraf (1018–1055)
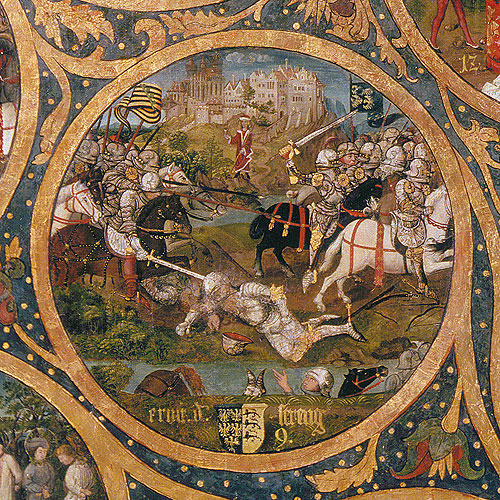
Ernst der Tapfere, Markgraf (1055–1075)
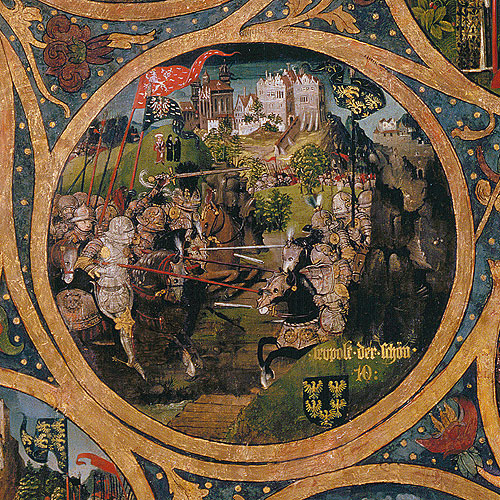
Leopold der Schöne, Markgraf (1075–1095)
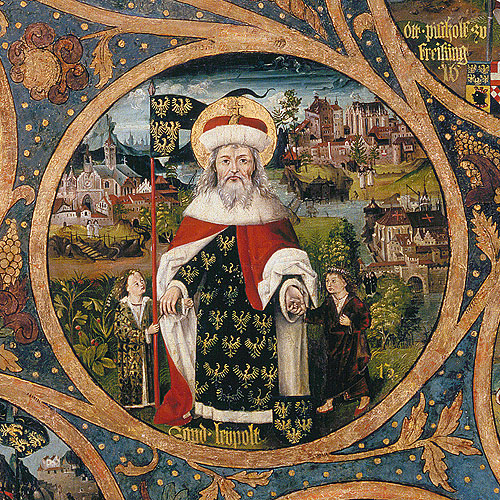
Leopold der Heilige, Markgraf (1095–1136)
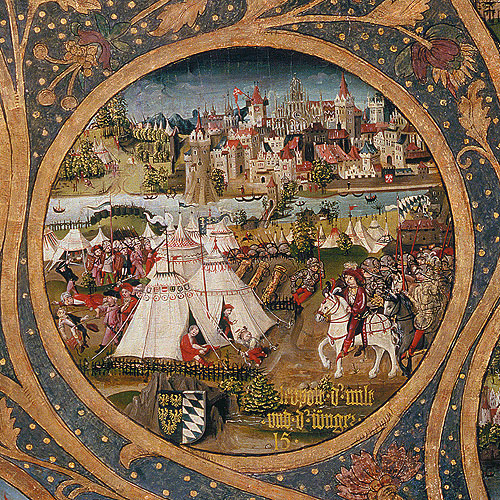
Leopold der Freigiebige, Markgraf (1136–1141)
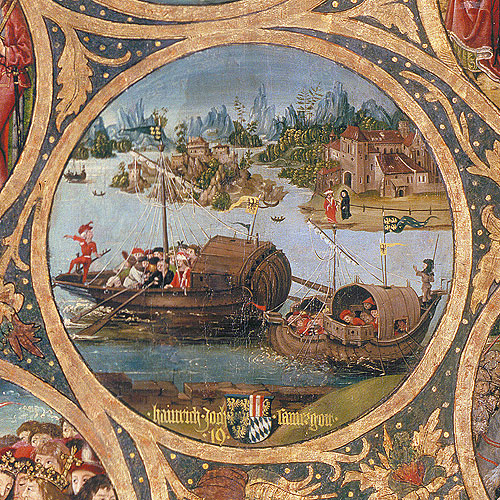
Heinrich Jasomirgott, Markgraf, Herzog (1141–1177)
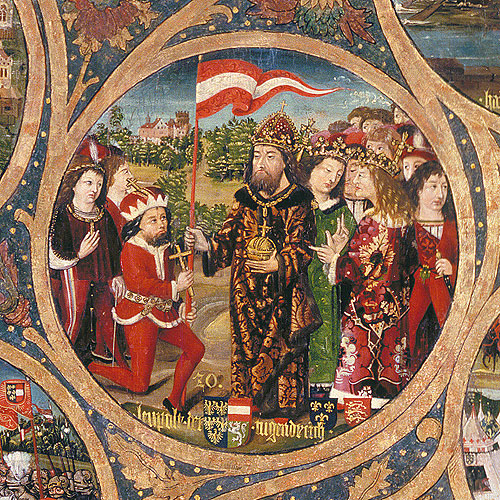
Leopold der Tugendhafte, Herzog (1177–1194)

## Wappen

### Wappen der Perger
In einer Urkunde im bayrischen Staatsarchiv in München hat sich ein Fragment eines Siegels des Vogtes Friedrichs von Perg erhalten. Im Schild sind zwei aufsteigende nach oben gerichtete Sparren erkennbar, sowie die Buchstaben ADWAG, was Advokatus = Vogt bedeutet. Die Farben sind in Rot und Weiß gehalten, ähnlich dem Machländer Wappen.
Schilder mit zunächst ein, später auch zwei aufsteigend nach oben gerichteten Sparren finden sich später als Werkszeichen auf im Machlandviertel in den Vreitl’schen Werkstätten hergestellten Schwarzhafnerwaren. Die Vreitl (Freitel) zählten ursprünglich zu den Mannen der Freien von Perg beziehungsweise von Machland und später der Babenberger Landesherren. Ursprünglicher Sitz der Vreitel befand sich im heutigen Frühstorf (Fridehalmesdorf), einer Ortschaft (Lage) in der Machlandebene in der Gemeinde Arbing.

### Wappen der Machländer
Das Machland war zum Teil auch auf Grund verwandtschaftlicher Beziehungen schon sehr früh Bestandteil des babenbergischen Herrschaftsgebietes. Das bewirkte, dass ab 1390 im Herzogtum Österreich für das Land ob der Enns (Oberösterreich) das Wappen der Machländer Verwendung fand. Daraus folgte, dass das Wappen der Machländer noch heute als Vorlage für das oberösterreichische Landeswappen dient.

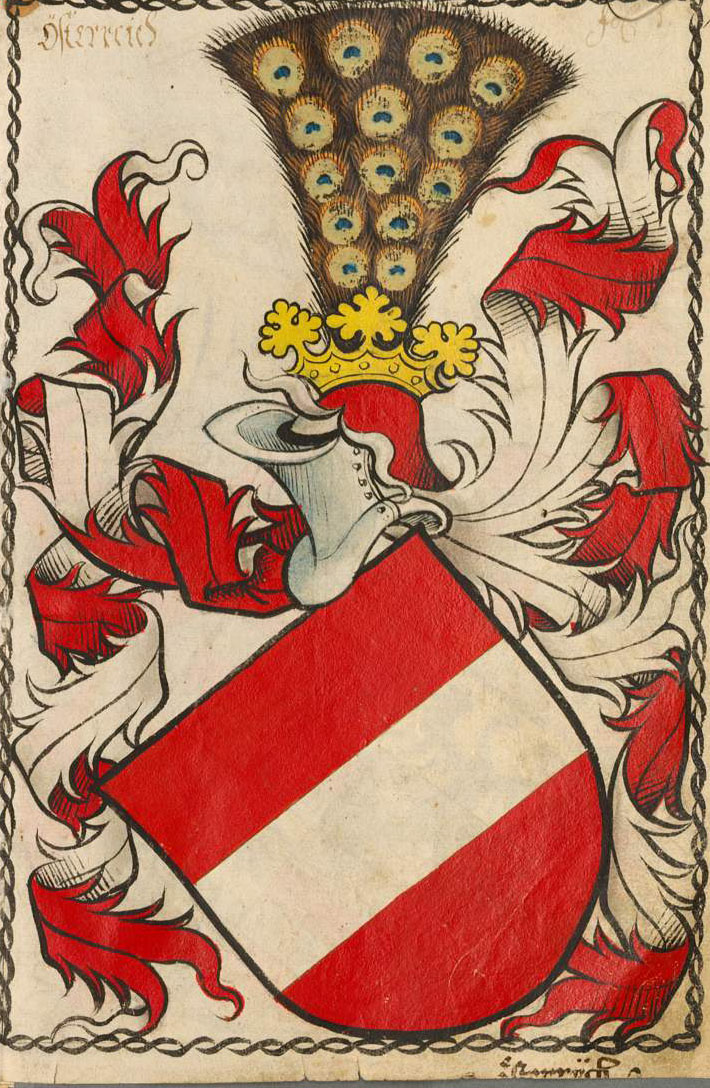
Bindeschildwappen der österreichischen Babenberger
Wappen der Machländer, ganz rechts unten
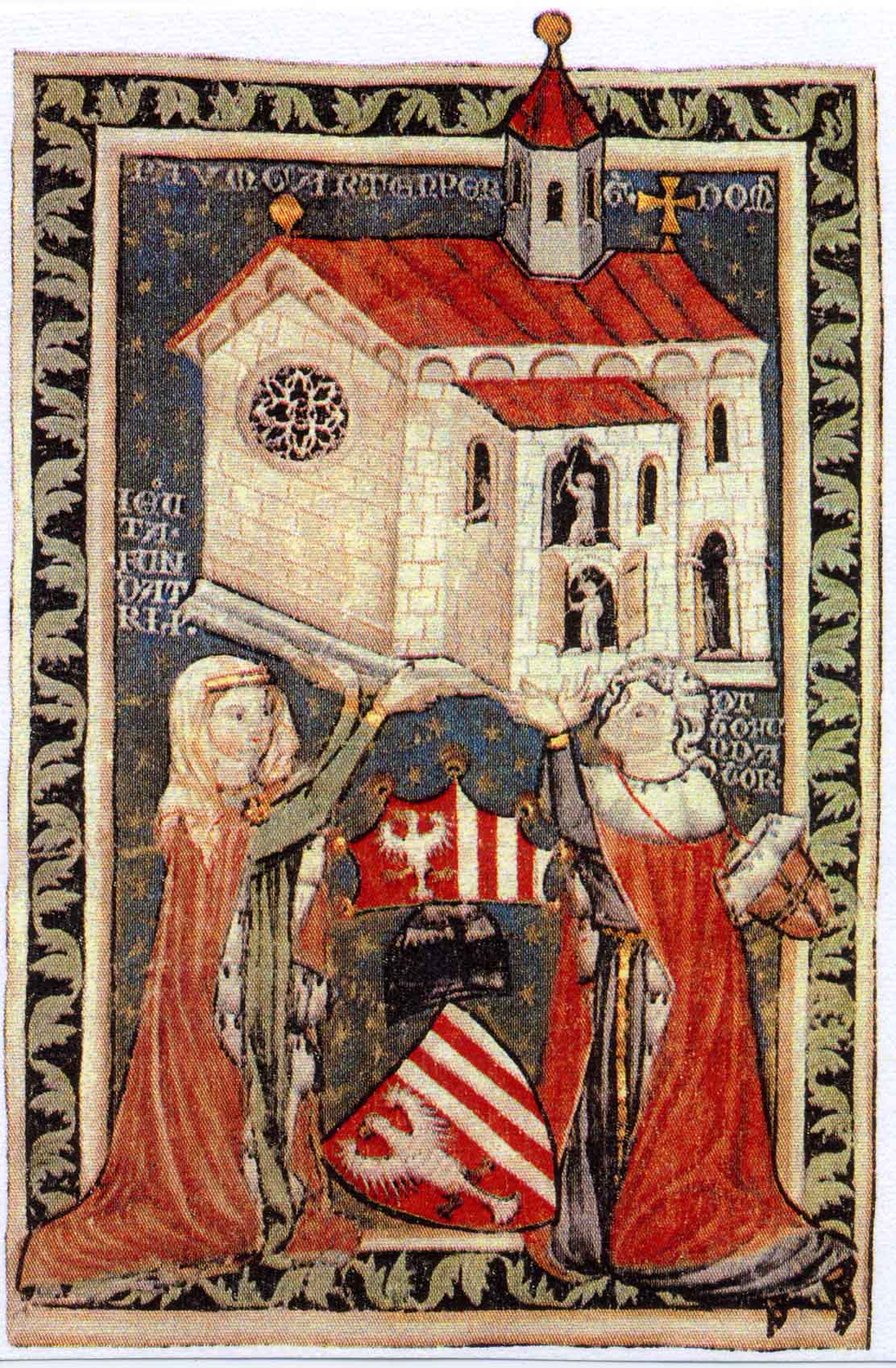
Wappen der Machländer, ganz unten. Urbar Kloster Baumgartenberg
Landeswappen Oberösterreich, mit Herzoghut

## Die Herkunft und Verbreitung der Perger und Machländer
Die Herkunft der Herren von Perg ist nicht eindeutig nachvollziehbar. Auf Grund der dynastischen Verbindungen und Besitzungen kommen verschiedene Gebiete in Bayern in Frage.
Für die Unterstützung der päpstlichen Partei in der Schlacht bei Mailberg zu Beginn des bis 1122 dauernden Investiturstreites erhielten die Herren von Perg vom Bistum Passau Land, Güter, Jagdgebiete, Gerichtsrechte, Kirchen- und Klostervogteien. Gegen Ende des 11. Jahrhunderts gehörten die Herren von Perg zu den einflussreichsten Familien in der damaligen Mark Österreich (Ostarrichi). Sie konnten es sich leisten, fromme Schenkungen und Stiftungen zu tätigen, Land und Bauerngüter an Gefolgsleute zu vergeben und Burgen und Eigenkirchen zu errichten. Die Herren von Perg und (nach ihrer Aufteilung in zwei Linien) auch die von Machland genossen hohes Ansehen, was die vielen Urkunden beweisen, in denen sie als Zeugen auftraten.
Schutzherren (Vögte, Untervögte):
Die Herren von Perg und Machland waren u. a. auch die Schutzherren (Vögte, Untervögte) für:
- die Bistümer Regensburg und Passau in der Riedmark und im Machland
- die Klöster St. Florian, Göttweig, Klosterneuburg, Stift Melk und St. Pölten
- die von ihnen gestifteten Klöster Stift Erla, Stift Baumgartenberg und Stift Waldhausen

Burgen:
Im Einflussbereich der Herren von Perg und Machland befanden sich viele, teilweise von ihnen errichtete Burgen. Dazu zählen die ursprünglich in Holzbauweise errichteten Burg- und Wehranlagen zum Beispiel in:
- Baumgartenberg am Ulrichsberg (Schöllerberg), einer Anhöhe nördlich des Klosters Baumgartenberg
- Perg auf einer Anhöhe nördlich der Stadt Perg
- Pergkirchen im Dorfzentrum, ursprünglich Burgkirchenanlage aus Holz ohne Datierung, heutiger Pfarrhof und die Pfarrkirche Pergkirchen sind Teile der im 11. Jahrhundert errichteten Burg mit Eigenkirche

Von den in Steinbauweise errichteten Burganlagen sind vielfach Teile aus dieser Zeit noch erhalten, dazu zählen:
- Burg Arbing, 1137 erstmals urkundlich erwähnt
- Burg Albrechtsberg im Pielachtal, 1147 erstmals urkundlich erwähnt
- Burg Clam, erbaut vor 1141, 1147 bzw. 1150 erstmals urkundlich erwähnt
- Burg Greifenstein (Niederösterreich) 1135 erstmals urkundlich erwähnt
- Burg Klingenberg (Gemeinde St. Thomas am Blasenstein), errichtet um 1150, 1217 erstmals urkundlich erwähnt
- Burg Kreuzen, 1125 erstmals urkundlich erwähnt
- Burg Mitterberg (Ruine bei Perg)
- Burgen in Ober- und Unterblasenstein in St. Thomas am Blasenstein, 1150 erstmals urkundlich erwähnt
- Burg in Ofthering
- Burgen Wintergrün und Finstergrün in der Gegend von Ramingstein (Lungau)
- Burg Ruttenstein bei Pierbach im Naarntal, 1160 erstmals urkundlich erwähnt
- Burg Säbnich, 1147 erstmals urkundlich erwähnt
- Burg in Sarmingstein an der Donau, 1124 erstmals urkundlich erwähnt
- Burg Spielberg in Langenstein (Oberösterreich) an der Donau, 1159 erstmals urkundlich erwähnt
- Burg Werfenstein, 1234 erstmals urkundlich erwähnt
- Schloss Wörth auf der Insel Wörth bei Grein im Strudengau
- Turm auf dem Langenstein in Langenstein
- Burg Pahin (Beuge oder Bojenstein) in St. Nikola an der Donau

Kirchen und Eigenkirchen:
Kirchen einschließlich Eigenkirchen von Familienmitgliedern der Herren von Perg und Machland befanden sich insbesondere im Bezirk Perg sowie in daran angrenzenden Gemeinden des Bezirkes Freistadt, unter anderem:
- Kirche in Baumgartenberg (geweiht dem Hl. Jakob und dem Hl. Ulrich), 1141 erstmals urkundlich erwähnt
- Kirche in Dimbach (geweiht der Hl. Maria), 1140 erstmals urkundlich erwähnt
- Kirche in Grein, 1147 erstmals urkundlich erwähnt
- Kirche in Königswiesen (geweiht der Hl. Maria), 1147 erstmals urkundlich erwähnt
- Kirche in Kreuzen (geweiht dem Hl. St. Veit), 1147 erstmals urkundlich erwähnt
- Kirche in Mettensdorf unweit Baumgartenberg (geweiht dem Hl. Lamprecht), 1141 erstmals urkundlich erwähnt
- Kirche in Mitterkirchen im Machland, 1111 erstmals urkundlich erwähnt[13]
- Kirche in Mönchdorf, 1141 erstmals urkundlich erwähnt
- Kirche in Münzbach (geweiht dem Hl. Laurentius), 1111 erstmals urkundlich erwähnt
- Kirche in Pabneukirchen (geweiht dem Hl. Simon und dem Hl. Judas), 1147 erstmals urkundlich erwähnt
- Kirche in Pergkirchen (geweiht 1088 dem Hl. Martin durch Bischof Altmann von Passau)
- Kirche in Pierbach (geweiht dem Hl. Quirinus), 1147 erstmals urkundlich erwähnt
- Kirche in Sarmingstein (Säbnich, geweiht dem Hl. Johann), 1147 erstmals urkundlich erwähnt
- Kirche in Saxen (geweiht dem Hl. Stephanus), 823 erstmals urkundlich erwähnt
- Kirche in St. Georgen am Walde (geweiht dem Hl. Georg), 1147 erstmals urkundlich erwähnt
- Kapelle in St. Thomas am Blasenstein (geweiht dem hl. Thomas), 1147 erstmals urkundlich erwähnt

Außerhalb von Oberösterreich:
- Kirche in Sankt Michael im Lungau, 1147 erstmals urkundlich erwähnt

Klöster:
Gründungen von Klöstern und sonstigen kirchlichen Einrichtungen durch Familienmitglieder der Herren von Perg und Machland erfolgten in
- Stift Erla nicht lange nach 1045 oder 1130 durch Otto (I.?) von Machland und seine Gattin Gertrud von Erla; erste Äbtissin war Gisela, die Schwester Ottos
- Stift Baumgartenberg 1141 durch Otto (II.?) von Machland und seine Gattin Jutta von Peilstein
- Stift Säbnich-Waldhausen 1147 durch Otto (II.?) von Machland und seine Gattin Jutta von Peilstein
- Stift St. Marein-Seckau 1140 durch Adalram von Waldeck und seine Gattin Richinza von Perg
- Hospital Pahin (Pain) in St. Nikola an der Donau, 1181 gestiftet durch Beatrix von Sindelburg, Gattin von Walchun IV. von Machland/Klamm

Familienmitglieder der Herren von Perg und Machland waren Wohltäter von Klöstern, Bistümern und sonstigen kirchlichen Einrichtungen, denen sie einmal oder mehrmals Schenkungen machten:
- Erzbistum Salzburg und
- Salzburger Domkapitel
- Bistum Passau
- Augustinerchorherrenstift St. Nikola (Passau)
- Stift Admont
- Stift Erla
- Stift Sankt Florian
- Stift Garsten
- Stift Klosterneuburg
- Stift Melk
- Kloster Niedernburg
- Nonnenkloster in Salzburg
- St. Marein-Seckau
- Stift Wilhering

Besitztümer und Lehen:
Die Herren von Perg und Machland besaßen Besitztümer und Lehen u. a. in den folgenden Gegenden:
Oberösterreich:
- entlang der Flüsse Naarn und Aist im Machland, in der Riedmark bis zur böhmischen Grenze,
- in der Waldmark (Gegend von St. Peter am Wimberg) bis St. Stefan am Walde,
- in Pösenbach in der Pfarre Feldkirchen,
- im Traungau, in Gömmering in der Pfarre St. Florian, bei Vöcklabruck,
- bei Aschach an der Donau und Oftering,
- an der Kleinen Mühl, am Pesenbach,

Niederösterreich:
- in der Gegend von Pyhra gegen die Steiermark hin,
- im Waldviertel,
- im nördlichen Weinviertel um Laa an der Thaya,
- im Kamptal,
- im Wienerwald,
- im Tullnerfeld,
- in der Gegend um Kilb,
- im Pielachtal u. a. mit Albrechtsberg, Lobesdorf (Lousdorf, Loutisdorf, Lautisdorf) bei Loosdorf

Steiermark:
- im Ennstal (Gegend um Öblarn),

Land Salzburg:
- im Lungau,

Bayern:
- in Geisenhausen (Bayern),
- in Reichenhall (Salzquellen),
- in Raitenhaslach,

Friaul:
- in Tarcento,

Krain (Slowenien):
- in der Umgebung von Laibach,[15]

Kärnten.

## Die Mitglieder der Familie der Perger und Machländer

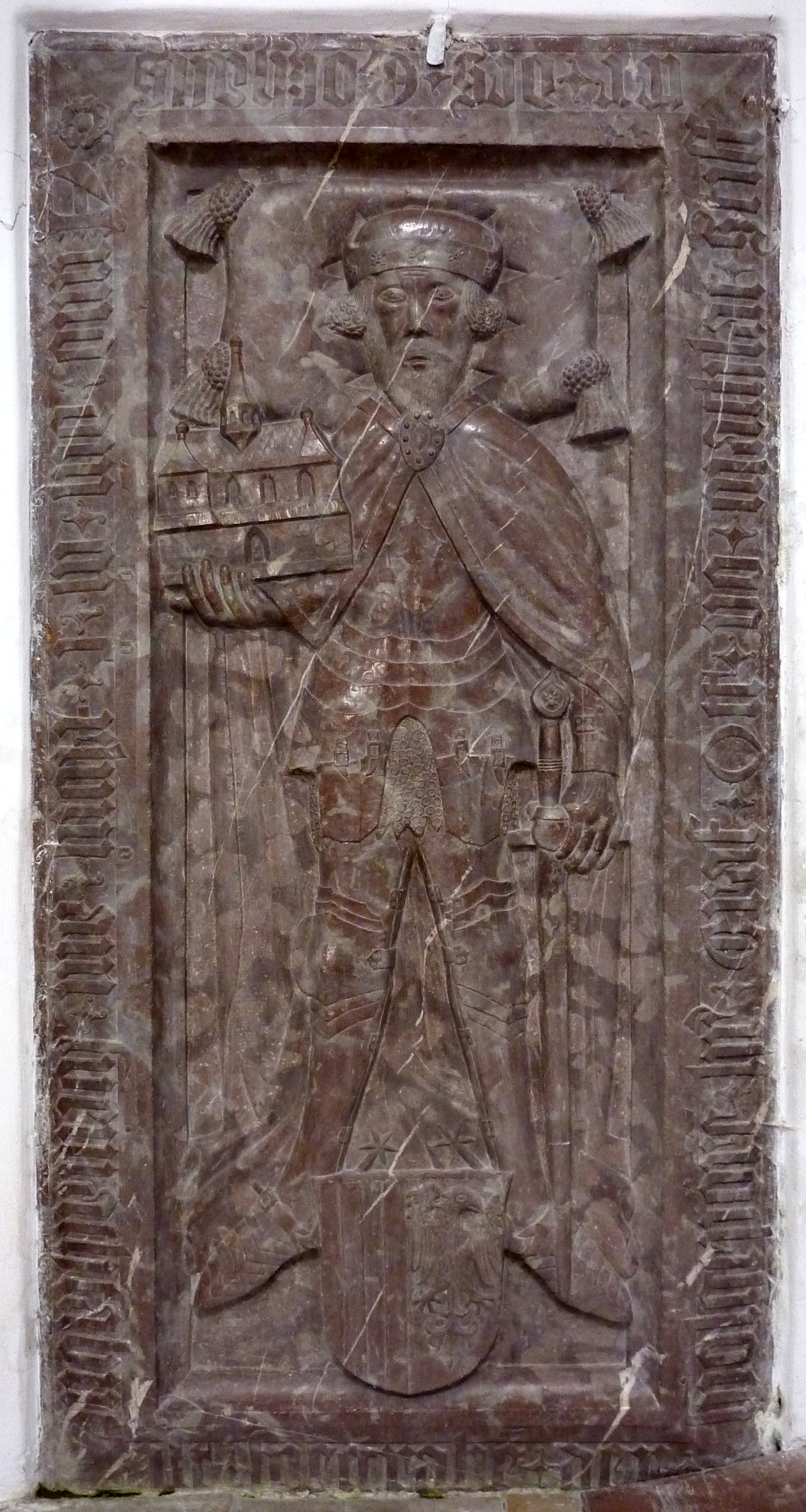
Epitaph des Otto II. von Machland. Stiftskirche Baumgartenberg (Austria)

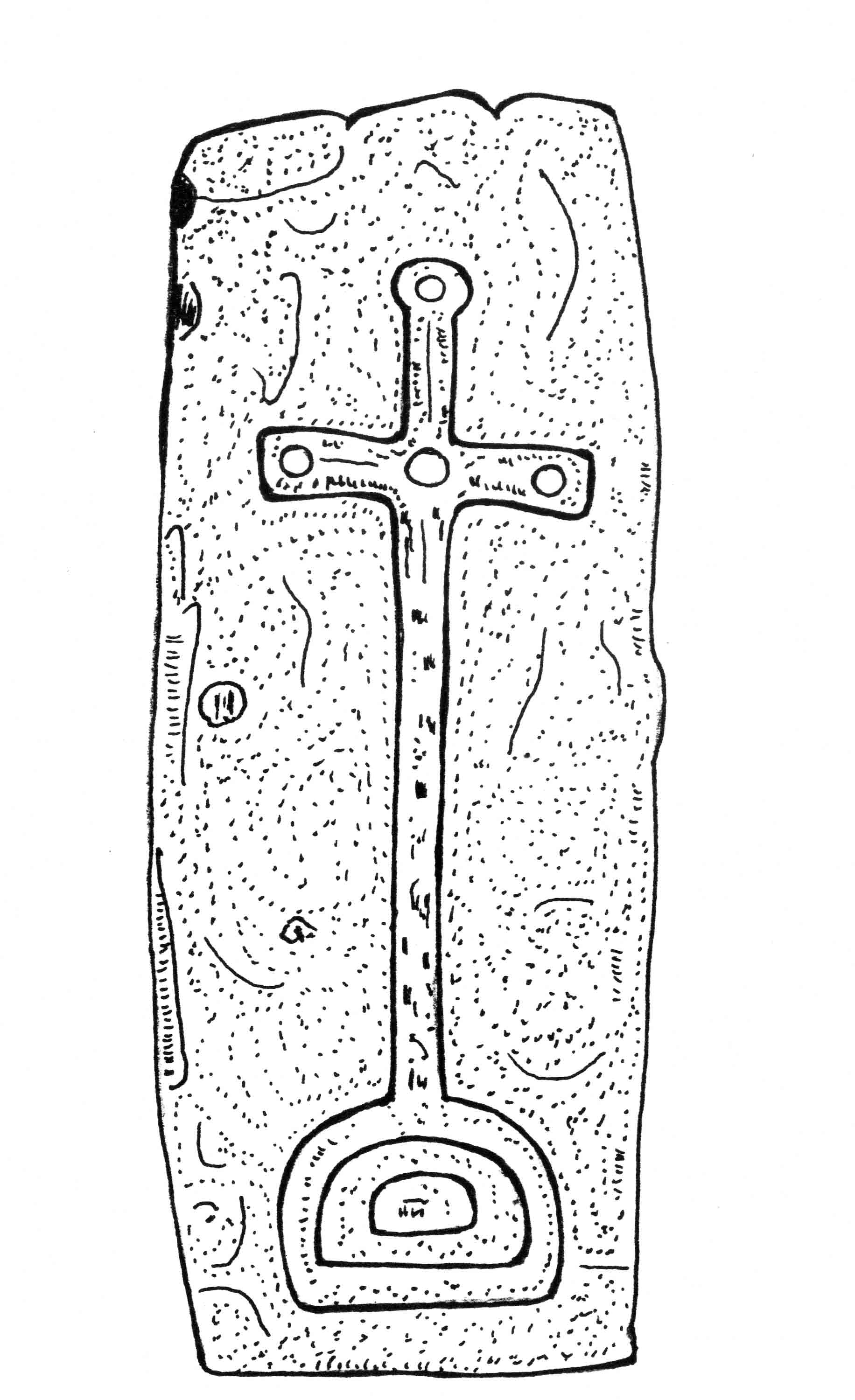
Grabplatte. Burgkirchenanlage von Pergkirchen in Oberösterreich (Austria). Zeichnung nach dem Original von Leopold Mayböck

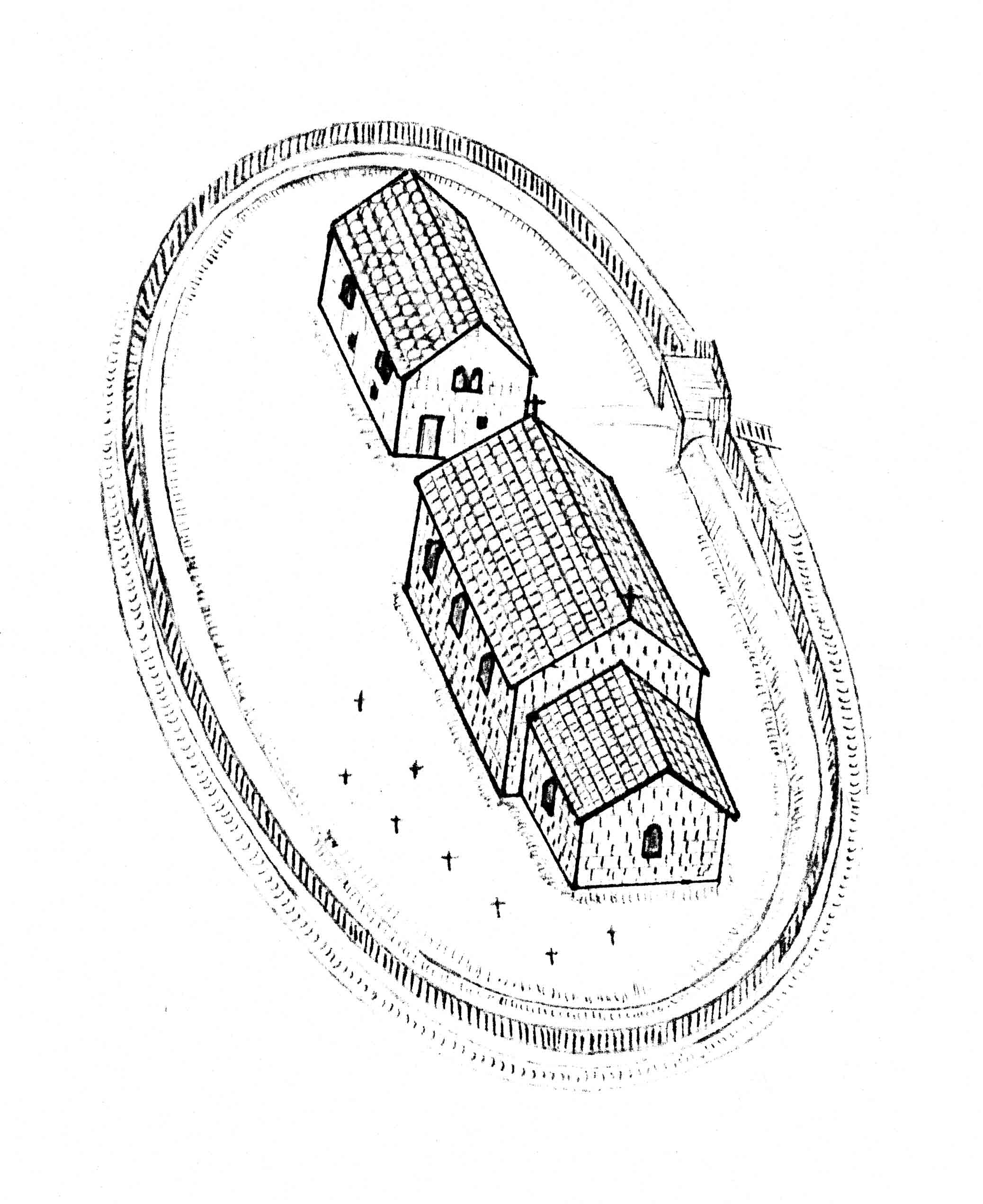
Burgkirchenanlage in Pergkirchen in Oberösterreich (Austria). Illustration von Leopold Mayböck.

Über die Familie der Herren von Perg und Machland findet sich bereits im 19. Jahrhundert Literatur in zahlreichen Quellen. Unexakte Jahreszahlen erschweren dabei öfters die Erkenntnis. U. a. wird auch die Verwandtschaft zwischen den Edlen von Perg und den Edlen von Machland kontroversiell beurteilt.
Die in Klammer nachstehend angeführten Jahreszahlen geben den Zeitraum der urkundlichen Erwähnungen an. Geburtsdaten sind mit * und Sterbedaten mit † gekennzeichnet.
Der frühmittelalterliche Ahnherr der Herren von Perg, der hochfreie Pero von Pergkirchen, war namensgebend für die Ortschaft Pergkirchen sowie für den Markt und die spätere Stadt Perg. Er soll der Familie eines Engelpero oder Adalpero oder ähnlich angehört haben. Er soll die Burgkirchenanlage errichtet haben, die er Perokirchen (Pergkirchen) nannte. Sie war wahrscheinlich eine Wehranlage in Holzbauweise mit Wall, Palisadenzaun und Graben. Pero dürfte hier auch begraben worden sein.
Als bedeutendstes Familienmitglied gilt heute Otto II. von Machland (* 1100, † 1149), der gemeinsam mit seiner Frau Jutta von Peilstein († 1151) die Klöster Stift Baumgartenberg und Stift Waldhausen gründete.
Letzter edelfreier Vertreter der Herren von Perg war Friedrich II. († 1191). Letzter edelfreier Vertreter der Herren von Machland war Walchun IV. († 1162). Wobei die Walchun IV.-Nachkommen über die Tochter Adelheid (1120, 1183), ∞ mit Graf Hermann von Velburg (1162, † 1183), nachvollziehbar sind hin zu Otto Graf von Clam/Velburg (1160, † 1212), Ulrich Graf von Clam/Velburg (1188; † 1218) usw.
Alle ehemaligen Gefolgsleute der Machländer, Perger und Klam/Velburger gingen mit ihren Lehen an den Herzog von Österreich über und wurden großteils landesfürstliche Ministeriale. Im Machland waren dies die Mitterberger, Saxner, Alhartsberger, Kreuzner, Klamer, Münzbacher, Mitterkirchner, Inzinger, Innerveldner, Krotentaler, Deimlinger, Priehetsberger, Amesbacher, Harlunger, Kirchstettner, Früstorfer, Lettner, Arbinger und Wetzel.

### Ahnherr Pero von Pergkirchen
Pero von Pergkirchen (1030; † 1060), ⚭ wahrscheinlich mit einer namentlich nicht bekannten Erbtochter des Engildeo. Seine Söhne waren:
- Rudolf I. von Perg (* 1035; † 1090). Ahnherr der Perger Linie
- Engelschalk von Perg (1040; † 1060), der bei einem der zahlreichen Grenzkämpfe früh ums Leben gekommen sein soll
- Walchun I. von Perg/Machland (1050; † 1114). Ahnherr der Machländer Linie

Pero von Pergkirchen war Vogt von Bistumsbesitzungen im Machland, Inhaber einiger Passauer und Regensburger Lehen und hatte dynastische Beziehungen zu Engildeo, den Minnbachern (Imbacher), den Edlen von Traisen (Nachkommen des Aribo, Stammvater der Aribonen, bzw. von Aribo II.; auch in der Gegend Feistritz-Seckau begütert) und den Perneggern (Nachkommen der Babenberger bzw. der Formbach-Ratelnberger) sowie zu einem Engelbero von Auersperg (Engelbero von Krain, 1062, 1078).

### Die Herren von Perg
Über die Familienmitglieder der Perger Linie finden sich zahlreiche Hinweise in verschiedensten Quellen. Diese wurden erstmals im 19. Jahrhundert zusammengefasst.
1. Rudolf I. von Perg (* 1035; † 1090), ⚭ mit Gysela von Pernegg (Nachkommen der Babenberger bzw. der Formbach-Ratelnberger), die Besitzungen im niederösterreichischen Wein- und Waldviertel in die Ehe einbrachte. Söhne: Walchun II. von Perg, Engino, Friedrich I. von Perg/Münzbach und Rudolf II. von Perg.  Der Rudolf I. von Perg war gemeinsam mit Walchun I. von Perg/Machland (siehe unten, Herren von Machland) Inhaber der Vogtei (Vögte, Untervögte) über den Regensburger Luß zwischen den Flüssen Aist und Naarn sowie die Klöster St. Florian, Melk und St. Pölten. Die beiden errichteten eine heute physisch nicht mehr nachweisbare Vogtburg vermutlich auf dem Dollberg oberhalb der Siedlung, die von da an Perg hieß. Sie machten Schenkungen an das Stift Admont (ein Weingut zu Rust im Tullnerfeld) und das Erzbistum Salzburg (ebenfalls einen Weingarten zu Rust im Tullnerfeld) sowie die Eigenkirche in Pergkirchen (ein Gut und einen Weingarten in der Nähe des Tobrabaches).
  1. Walchun II. von Perg (1065; † 1130), Gattin möglicherweise eine Angehörige aus dem Haus der Grafen von Poigen/Rebgau, Vogt zu Mailberg. Drei Söhne: Adelram I., Adalbert I. und Albrecht I. sowie die Tochter Christina.
    1. Adelram I. von Perg (1090; † 1148), ⚭ mit Sophia von Aist, Tochter des Hochfreien Gottfried von Aist mit umfangreichen Besitzungen zwischen Aist und Gusen und dem Herrschaftsmittelpunkt auf den beiden Burgen Altaist und Neuaist in den Gemeinden Ried in der Riedmark und Pregarten. Ob ihr Bruder der bekannte Minnesänger Dietmar von Aist (1139; † 1171) war, wird aus chronologischen Gründen in der Literatur bezweifelt bzw. verneint. Adelram I. von Perg war Vogt von St. Florian und St. Pölten sowie zweiter Vogt von Klosterneuburg. Er machte Schenkungen an das Stift Admont (Güter in Öblarn im Bezirk Liezen) und gemeinsam mit seinem Bruder Adalbert I. von Perg an das Nonnenkloster in Salzburg (ein Gut im Lungau) anlässlich des Eintretens der Schwester Christina als Nonne.[25] Teilnahme am zweiten Kreuzzug des Königs Konrad III., wo er 1148 bei Akkon ums Leben kam. Seine Gattin Sophia stiftete zu seinem Gedächtnis noch zwei Weingärten dem Stift Klosterneuburg. Sie vermählte sich in zweiter Ehe mit Engelbert von Schonheringen.
    2. Adalbert I. von Perg (1100; † 1168), ⚭ mit einer Gräfin von Pernegg (verwandt mit den Babenbergern). Söhne: Adalram II. und Adalbert II. Der Adalbert I. besaß mit seinem Bruder Adelram I. eine Salzquelle im baierischen Reichenhall. Adalbert I. fungierte als Klostervogt von St. Pölten und Berater von Markgraf und später Herzog Heinrich II. Am 8. September 1156 war Adalbert I. auf dem wichtigen Reichstag in Regensburg unter dem Gefolge des Markgrafen Heinrich II. Bei dieser Reichsversammlung erhob Kaiser Friedrich I. (Barbarossa) die Markgrafschaft Österreich zu einem eigenständigen Herzogtum.
      1. Adelram II. von Perg/Oftering, zwischen 1150 und 1170 urkundlich erwähnt, Gattin nicht bekannt. Hatte zwei Söhne und die Tochter Gisela, die den Edlen Walchun II. von Griesbach/Waxenberg heiratete. Adelram II. von Perg/Oftering war vorwiegend auf seiner Burg Oftering im Eferdinger Becken und besaß auch Güter im Mühlviertler Hügelland und in der Waldmark sowie im Land unter der Enns, zum Beispiel in der Pfarre Wolfsbach.
      2. Adalbert II. von Perg/Oftering (1150, 1175), Gattin nicht bekannt. Hatte drei Söhne:  Friedrich II. von Perg, Adalbert III. und Adelram III. von Perg/Oftering (die beiden letzteren sind nachweisbar bis 1175). Die beiden Söhne Adalbert III. und Adelram III. dürften bei den Abwehrkämpfen gegen die Böhmen ums Leben gekommen sein. Von der einst blühenden Dynastie der Vögte von Perg war nun nur mehr Sohn Friedrich II. übriggeblieben.
        1. Friedrich II. von Perg (1150; † 15. Juli 1191), ⚭ mit Agnes von Wald. Sie brachte die Herrschaft Wald an der Alz in der Nähe von Altötting in die Ehe ein. Sohn: Friedrich III. von Perg. - Auf Grund eines Streites (bei dem Friedrich II. von Perg den herzoglichen Richter Sintram erschlug) wurden 1180 sämtliche Perger Eigengüter im Herzogtum Österreich von Herzog Leopold V. eingezogen, darunter auch die Stammgüter im Machland, die Vogtburg, der Markt Perg, Mitterberg, Arbing und weitere Sitze. Einen Teil erhielt Friedrich II. später als landesfürstliches Lehen wieder zurück, u. a. die Burg Mitterberg. Friedrich II. von Perg vermachte 1190 alle ihm noch verbliebenen Güter (mit Ausnahme der Burg Mitterberg, die an die verwandten Grafen von Klam/Velburg kam und der Burg Albrechtsberg, die zur Hälfte an die Grafschaft Plain und später die Grafschaft Schaunberg fiel) dem Herzog, und nahm am Kreuzzug des Kaisers Friedrich I. Barbarossa teil, wo Friedrich II. von Perg am 15. Juli 1191 in Palästina den Tod fand. Witwe Agnes zog mit ihrem Sohn Friedrich III. auf die Burg Wald an der Alz (bei Altötting in  Bayern) zurück.
          1. Friedrich III. von Perg (1180, 1218), ⚭ mit einer baierischen Ministerialin. Friedrich III. war ebenfalls ein Passauer Ministeriale. Sohn Rudolf V. von Perg. (noch 1200 und 1228 erwähnt, Passauer Ministeriale).

    3. Albrecht I. von Perg • Schloss Albrechtsberg an der Pielach (Niederösterreich) um 1672. Es wurde 1581 im Stil der Renaissance über der mittelalterlichen Burg des Albrecht I. errichtet (1120; † 1168), ⚭ mit einer Gräfin von Schalla, vielleicht eine Nichte von Markgraf Leopold III., die Güter im Pielachtal in die Ehe einbrachte. Bei der Gräfin von Schalla handelt es sich möglicherweise um eine Tochter von Sophie von Babenberg, Witwe nach Heinrich III., Herzog von Kärnten aus ihrer zweiten Ehe mit Graf Sieghard von Burghausen-Schala. Söhne: Siegfried und Meingozus. Albrecht I. besaß Vogteirechte über das Kloster St. Pölten und war Untervogt des Klosters Melk. Albrecht I. ließ im Pielachtal die Burg Albrechtsberg errichten und bewohnte diese Anlage mit seiner Familie.
      1. Siegfried von Perg (1150 urkundlich erwähnt)
      2. Meingozus von Perg (zwischen 1150 und 1180 einige Male urkundlich erwähnt)

    4. Christina von Perg (wurde in das Nonnenkloster Salzburg aufgenommen)

  2. Friedrich I. von Perg/Münzbach (1070; † 1125), ⚭ mit Richilt von Kilb[26], nannte sich auch Friedrich de Ellenperg und Loutisdorf, hatte zeitweilig seinen Hauptsitz in Münzbach, wo er auch eine dem Hl. Laurentius geweihten Eigenkirche (späteres Dominikanerkloster, heutige Pfarrkirche) besaß. Durch die Heirat kam er zu vielen Besitzungen und Eigenleuten in Niederösterreich. 1111 schenkte er die Laurentiuskirche samt Zugehörung dem Passauer Eigenkloster St. Florian unter Vorbehalt der Vogtei für sich und seine Nachkommen. Mangels Nachkommen gingen seine Besitzungen nach dem Tod an seine Brüder über.
  3. Rudolf II. von Perg (1075; † 1116), ⚭ in erster Ehe mit Richilt von Sulzbach, Witwe nach Graf Heinrich von Formbach, Tochter des Grafen Gebhard von Sulzbach, ohne Nachkommen. Von einer Seitenlinie der Formbacher, den Windbergern, erbte Rudolf Besitzungen am Windberg im Mühlviertel. ⚭ in zweiter Ehe mit der Hochfreien Margaretha von Schwarzenburg/Kirchstetten (Nöstach). Ihr Vater Heinrich von Schwarzenburg war auch Vogt des Bistumsklosters St. Emmeram in Regensburg. Ihr Bruder Engelbert war zwischen 1126 und 1130 Markgraf in Friaul. Mit seiner zweiten Frau hatte er den Sohn Rudolf III. von Perg und die Töchter Willibirg und Adelheid. Er war Vogt der Klöster St. Florian und Melk.
    1. Rudolf III. von Perg (1085; † 1135), ⚭ mit Richiza von Kilb († c. 1120). Richiza war Erbtochter von Christina und Raboto von Kilb (1090, 1120) und schon Witwe. Ihr erster Ehemann Burggraf Heinrich von Regensburg starb 1101 beim Kreuzzug.[27] Ihrem zweiten Ehemann Rudolf III. brachte sie die umfangreiche Besitzungen im Raum Melk und St. Pölten in die Ehe ein. Kinder: Tochter Richiza von Perg (oder Heinrichsdorf) und Sohn Rudolf IV.[28] Rudolf III. verwaltete seine Stammgüter im Machland und in der Riedmark von seiner Vogtburg in Perg aus. Er war Hauptvogt von St. Florian und verfügte auch über einen Untervogt. Er besaß darüber hinaus Vogteirechte über die Stifte Melk und Klosterneuburg und war Untervogt von Herzogenburg. Er wurde auch als Verwalter der Florianer Besitzungen am Windberg genannt und erhielt gegen eine Ablöse die Waldmark an der böhmischen Grenze. Die Orte Helfenberg und St. Stefan am Walde wurden gegründet und auch zahlreiche Bauerngüter bis in die Gegend von Afiesl. 1122 wurde die ärmere Pfarre Münzbach unter der Zeugenschaft von Vogt Rudolf III. gegen die ertragreiche Pfarre Ried in der Riedmark getauscht. 1130 übertrugen der Perger und seine Frau ihre Eigenkirche zu Pergkirchen samt zwei Dörfern, einigen Bauerngütern und Zehentrechten in der Umgebung an das Stift Melk. Rudolf war auch als Berater beim Markgrafen Leopold III. tätig. Zudem überließ er Besitzungen zwischen Aschach an der Donau und Eppenberg bei Ottensheim seinem Schwiegersohn Adelram von Waldegg. Rudolf schenkte später Windberg in der Waldmark und einige Weingärten in Aschach und am Pösenbach an das Stift Seckau.
      1. Richiza von Perg  • Seckauer Widmungsblatt. Detail. Stifterin Richiha (Richiza)(1120, 1175) (oder von Heinrichsdorf in der Steiermark), ⚭ (um 1130) mit Adalram von Waldeck (Waldegg im Piestingtal), (* 1085 oder um 1100; † 26. Dezember 1182[29]), der sich auch Adelram von Feistritz bzw. Adelram von Eppenberg oder Adelram von Waltenstein nannte,[30][31] aus der Nachkommenschaft der Aribonen. 
Richiza war nach einer Perchta (Pertha) von Offenburg die zweite Gemahlin von Adelram von Waldeck. Sie brachte Perger Besitzungen zwischen Aschach an der Donau und Ottensheim mit in die Ehe. Adalram von Waldeck ließ in Eppenberg und in Waltenstein bei Walding Burgen errichten und galt als Wohltäter des Stiftes Wilhering. Adalram und Richiza gründeten 1140 bei St. Marein in der Feistritz in der Steiermark ein Augustiner-Chorherrenstift, das 1142 in die waldreiche Hochebene von Seckau verlegt wurde.[32] Sie stifteten dazu die Kirche St. Maria in Feistritz, Kumberg sowie Nordenstätt (Nordenesteth, Heinrichsdorf). 1148 kam noch ein Chorfrauenstift dazu und so wurde Seckau ein Doppelkloster. Adalram von Waldeck vermachte seine Mühlviertler Besitzungen (Waltenstein mit allen Ansitzen auf dem Windberg, die Hofstätten zu Eppenberg) dem Doppelkloster Seckau und trat 1147 in das Chorherrenstift ein. Die erbenlose Ehegatten, schon einige Zeit in Zerwürfnis lebend, dürften sich über das Ausmaß der Stiftung nicht immer einig gewesen sein, da Richiza den Streit darüber 1149 auch dem König Konrad III. vortrug, über den dann Kaiser Friedrich I. 1158 entschied. Richiza (Reychza) trat schließlich in das Seckauer Chorfrauenstift ein.[33][34]
        1. Benedicta, die in das Erentrudiskloster am Nonnberg in Salzburg eintrat.

      2. Rudolf IV. von Perg (1086, 1122), ⚭ mit einer baierischen Hochadeligen aus dem Geschlecht der Chamber, Vögte des Bistums Bamberg.

    2. Willibirg von Perg (1120, 1130). Sie war mit Grimold von Tarcento, einem italienischen Adeligen, verheiratet und zog nach Friaul.
    3. Adelheid von Perg (1090, 1110). Sie war mit Rudolf von Tarcento verheiratet. Nach seinem Tod um 1100 wurde Adelheid die Frau von Adalbero von Griesbach, einem baierischen Hochadeligen, der auch in der nördlichen Riedmark begütert war.

  4. Engino von Perg (1130).

### Die Herren von Machland
Auch über die Familienmitglieder der Machländer Linie finden sich zahlreiche Hinweise in verschiedensten Quellen. Auch diese wurden erstmals im 19. Jahrhundert zusammengefasst.
1. Walchun I. von Perg/Machland (1050; † 1114), ⚭ angeblich mit Adelheid von Sulzbach († 1090), Witwe nach Graf Heinrich II. von Formbach († 1070 oder eher unwahrscheinlich 1080 oder gar 1108), Tochter des bayerischen Grafen Gebhard von Sulzbach († 1071). Zwei Söhne: Hartlieb (Hartwig) und Walchun II. Eine Tochter: Adelheid. Diese Adelheid von Perg/Machland wurde vor 1103/1104 die erste Gemahlin des Markgrafen Leopold III. dem Heiligen (* 1073, † 1136). Zahlreiche Besitzungen in Niederösterreich. Vogtei wie bei Rudolf I. von Perg,
  1. Walchun II. von Perg/Machland oder Walchun von Lungau (1065; † 1130), ⚭ in erster Ehe mit einer Hochfreien aus dem Lungau im Bistum Salzburg, ⚭ in zweiter Ehe mit der baierischen Hochadeligen Adelheid von Zaissering (Stammsitz bei Rosenheim und weiteren Besitzungen in Oberbaiern und im Salzburger Land), mit der er drei Söhne und eine Tochter hatte: Udalrich I., Berthold, Gisela und Otto I. Er hielt sich oft im Lungau auf seinen Burgen Wintergrün (bei Ramingstein) und Finstergrün auf.
    1. Udalrich I. von Machland (1130; † 1149), soll sich als junger Mann christlichen Rittern angeschlossen haben und soll mit diesen am 2. Kreuzzug teilgenommen haben. Er soll 1147 ins heilige Land gezogen und in Palästina ums Leben gekommen sein. Kinder: Dietmar (1140, 1150), ⚭ Willibirg von Aist. Rudtger (1150).
    2. Berthold (Bentholf) von Machland (1130).
    3. Gisela von Machland, erste Priorin des Benediktinerinnenklosters Erla (nicht lange nach 1045–1742).
    4. Otto I. von Machland (1090; † 1130), ⚭ mit Gertrud von Erla. Kinder: Gisela, Otto II. und Walchun IV.[36] Die hochfreie Familie von Gertrud, die Herren von Erla, besaßen neben dem Stammsitz in Erla umfangreiche Besitzungen im Enns-Donauwinkel in der Gegend von St. Pantaleon-Erla, Altenhofen und St. Valentin, Niederösterreich. Otto I. von Machland und Gattin Gertrud von Erla gründeten zusammen mit Gertruds Brüdern Meginhart und Heinrich von Erla, im Jahr 1130 (nach anderen Quellen nicht lange nach 1045)[37] das Benediktinerinnenkloster Erla. Als Grundstock und Sitz des neuen Klosters diente die alte Stammburg der Herren von Erla. Erste Priorin (Äbtissin) war Gisela von Machland (1100, 1160), die Schwester des Hauptgründers Otto I. von Machland. Dieser Otto I wurde auch als Vogt des Klosters Erla bezeichnet - und in der Kirche von Erla beigesetzt (ein Epitaph ist nicht erhalten).
      1. Petrissa von Machland?[38] scheint urkundlich 1149 gemeinsam mit ihren Brüdern Otto und Walchun anlässlich der Schenkung von Landgütern in Haniftal an das Bistum Passau auf. Sie könnte aber auch eine Petrissa von Peilstein sein. Weitere Nennungen der Petrissa erfolgen im Zusammenhang mit Besitz in Laa und Lobesdorf (Lautisdorf).
      2. Otto II. von Machland (1100; † 24. Dezember 1149), ⚭ Jutta von Peilstein[39] († 1151, Nachkomme der Sieghardinger, Tochter a) von Graf Konrad I. von Peilstein und Euphemia, einer Schwester von Markgraf Leopold III., also dessen Nichte, sowie Enkelin von Markgraf Leopold II. bzw. nach anderer Quelle b) eine Tochter von Friedrich II. von Peilstein bzw. eine Schwester von Graf Konrad I. von Peilstein[40]), bzw. nach weiterer Quelle c) eine Schwester von Reginbert von Hagenau, Bischof in Passau, Graf von Peilstein und Hagenau, und von Hartwig und Werninhart von Hagenau, somit eine Tochter von Reginbertus von Hagenau und Hayde und dessen Ehefrau Helena von Stille und Heft (Mitbegründer des Stiftes Seitenstetten). Otto und Jutta hatten keine Nachkommen, möglicherweise ist ein Sohn früh verstorben. Schenkungen an die Klöster Admont, St. Florian, St. Nikola, Garsten und Erla. Besitzungen im nördlichen Weinviertel, im Kamptal, in der Wachau und im südwestlichen Niederösterreich, im Salzburger Lungau, in Oberbaiern und in Kärnten. 1141 stifteten sie ihre Burg Machland am Ulrichsberg in Baumgartenberg zur Errichtung des Klosters Baumgartenberg. 1147 Stiftung der Burg Säbnich zur Gründung des Augustiner-Chorherrenstiftes Säbnich am Sarmingstein, das später nach Waldhausen verlegt wurde. Das Ehepaar zog sich auf die Passauer Lehensburg Greifenstein an der Donau zurück. Die restlichen Besitzungen fielen an seinen Bruder Walchun IV. Der großartige Epitaph Ottos II. überdauerte in der Stiftskirche Baumgartenberg.
      3. Walchun IV. von Machland, oder auch Walchun von Klamm (1105; † 1162), Vogt der Klöster Baumgartenberg und Waldhausen, ⚭ mit der Edlen Beatrix von Sindelburg, die Besitzungen im Raum Wallsee, Sindelburg, Zeillern und Strengberg in die Ehe einbrachte. Tochter: Adelheid von Machland/Klamm. Walchun IV. ließ in seiner Stammheimat die Burg Clam errichten. Darüber hinaus besaß er noch die zwei Burgen am Blasenstein (Ober- und Unterblasenstein), Kreuzen, Sarmingstein an der Donau und Ruttenstein sowie eine Reihe von Sitzen, die er an seine Gefolgsleute vergeben hatte. Zeugenschaften oft gemeinsam mit seinem Bruder Otto II. von Machland und mit den Herren von Perg u. a. für Bruno von Persenbeug (1132) im Zusammenhang mit einer Schenkung an das Kloster Vornbach in Neuhaus am Inn, weiters für die babenbergischen Markgrafen sowie die steirischen Landesherren und scheint daher in Bistumsurkunden von Passau, Salzburg und Freising auf. Er machte Schenkungen an Kloster Niedernburg (1147 einige Eigenleute im Weinviertel) und Admont (1147 oder später, Hof bei Öblarn, Bezirk Liezen). 1148 war Walchun IV. bei der Gründung des Stiftes St. Andrä an der Traisen (Katastralgemeinde von Herzogenburg, im 18. Jahrhundert aufgehoben und mit dem Stift Herzogenburg vereint) durch den Edlen Walter von Traisen/Traisma und St. Andrä mitbeteiligt. Um 1181 gründete Beatrix mit Einwilligung ihrer Tochter Adelheid, deren Gatten Hermann und Otto, deren beider Sohn, ein Hospital in Pahin bei St. Nikola im Strudengau und stiftete dazu auch eine Reihe naher und ferner Liegenschaften aus ihrem Besitz (u. a. Weinberg in Krems an der Donau und anderswo, Liegenschaften in Öblarn bei Liezen im Ennstal usw.).
        1. Adelheid von Machland/Klamm (1120, 1183) ⚭ mit Graf Hermann von Velburg (1162; † 1183), mit der Stammburg bei Altenveldorf (Nordgau). Dieser nannte sich in der Folge Graf von Velburg/Clam bzw. gelegentlich auch Graf von Blasenstein. Durch die Heirat mit Adelheid von Machland/Klamm fielen die restlichen Machländer Besitzungen, die noch immer beachtlich waren, an ihn und er trachtete, diesen Besitz noch zu erweitern. Wichtigste Burg war die Grafschaft Klam. Die beiden Burgen am Blasenstein waren ihm zu unpraktisch, und er ließ etwas weiter nordöstlich auf einem kegelförmigen Berg eine neue Burg mit dem Namen Klingenberg errichten. Das dazugehörige Herrschaftsgebiet erstreckte sich über Pabneukirchen bis in den Raum Königswiesen und St. Georgen am Walde. Zwischen der Großen und der Kleinen Naarn im Raum Pierbach gehörte ihm die Burg Ruttenstein, deren Herrschaftsgebiet sich bis weit in den Nordwald hinein erstreckte. Nach seinem Tod im Jahr 1183 wurde er wahrscheinlich in der Nikolauskirche in Hofkirchen bei Saxen in einer Gruft beigesetzt. Nachfolger wurde sein Sohn Otto von Clam/Velburg.
          1. Otto Graf von Clam/Velburg (1160; † 1212), ⚭ Elisabeth, Tochter des Edlen Pabo von Schleunz aus dem Weinviertel. Hielt sich häufig im Umfeld der österreichischen Herzöge auf. Nach seinem Tod im Jahr 1212 wurde er wahrscheinlich auch in der Familiengruft in Hofkirchen bei Saxen beigesetzt. Sein Sohn Ulrich übernahm den Familienbesitz.
            1. Ulrich Graf von Clam/Velburg (1188; † 1218), ⚭ mit Kunigunde, der Tochter des Regensburger Domvogtes Hartwig II. von Lengenbach und seiner Gemahlin Udalhild (geb. Gräfin von Pernegg). Graf Ulrich nahm 1217 am 5. Kreuzzug teil und vermachte zuvor seinen Besitz mit Ausnahme der Herrschaft Blasenstein mit zwei Burgen dem Herzog Leopold VI. Graf Ulrich kam bei den Kämpfen in Ägypten ums Leben. Seine Witwe Kunigunde vermählte sich nochmals und brachte ihrem zweiten Mann, dem Hochfreien Otto II. von Schleunz, ihre verbliebenen Besitzungen zu. Die Herrschaften Klam, Klingenberg und Ruttenstein wurden zerteilt und als Pfandherrschaften weiterverliehen. Die Burgen Mitterberg, Kreuzen und Sarmingstein wurden als landesfürstliche Lehen an landesfürstliche Ministeriale verliehen.

  2. Hartlieb (Hartwig) von Perg/Machland (1070; † 1120), ⚭ Benedikta, die viele Besitzungen aus dem Salzburger Raum in die Ehe einbrachte. Hartwig hielt sich häufig dort auf. Schenkungen an Stift Admont (ein Gut im Lungau) und an das Salzburger Domkapitel (ein Lehen in Berchtesgaden). Genannt wird Hartwig in den Bistums-Codices von Passau, Freising und Salzburg und in einem Nekrolog des Klosters Melk. Hartwig nahm am 1. Kreuzzug des baierischen Herzogs Welf teil. Da Benedikta von Machland ihren Mann überlebte und Friedrich II. von Pettau heiratete, kamen Teile der Machländer Besitzungen an die Pettauer. Pettau (Ptuj) liegt im heutigen Slowenien.[41]
  3. Adelheid von Perg/Machland (1080; † vor 1105), ⚭ mit Markgraf Leopold III. dem Heiligen (* 1073; † 1136), dem sie zahlreiche Besitzungen der Perger mit in die Ehe brachte. Söhne: Adalbert der Andächtige (* c. 1098, † 1138) und der früh verstorbene Friedrich. Adelheit vermachte ihrem älteren Sohn Adalbert zahlreiche Besitzungen bei Mödling und Klosterneuburg sowie im Wienerwald. Adelheit ist früh verstorben und ihr Gatte Leopold III. der Heilige vermählte sich dann 1106 mit der Kaisertochter Agnes von Waiblingen (* 1072, † 1143).
    1. Adalbert der Andächtige (* c. 1098; † 1138), ⚭ in erster Ehe mit Adalheid von Chadold (früh verstorben), ⚭ in zweiter Ehe mit Sophia (auch Hedwig bezeichnet) von Ungarn, Tochter des Prinzen Álmos. Adalbert war u. a. Vogt der Klosterneuburger Kirche und aller Klöster, die der Vogtei des Markgrafen unterstanden. Obwohl er als ältester Sohn sowie auf Grund der Ausbildung und des politischen Werdegangs (Stellvertreter des Markgrafen) der logische Nachfolger seines Vaters Markgraf Leopold III. dem Heiligen gewesen wäre, wurde nach dem Tod des Vaters einer der später geborenen Söhne der neue Markgraf. Der übergangene Adalbert der Andächtige wurde in Klosterneuburg begraben. Ein Glasfenster mit der Inschrift „Hier ist begraben der erstgeborene Sohn des heiligen Leopold namens Adalbert, Herzog von Österreich, erster Vogt des Klosters“ erinnert an ihn. Zusätzlich findet man ihn in einer prächtigen Rüstung am Stammbaum der Babenberger.[42]